# 牛肝菌目
牛肝菌目包含有约1300种的真菌。牛肝菌目原来只有牛肝菌科一个科，后来经过分子生物学测定，将许多其他的科划入本目。
本目真菌是属于外生菌根的大型真菌，但也有部分种类是营寄生的，一般生长在森林内或森林边缘地带，许多种类都是可食用的，也有一些品种虽然没有毒，但味道苦，因此无法食用。桩菇科部分品种有毒。

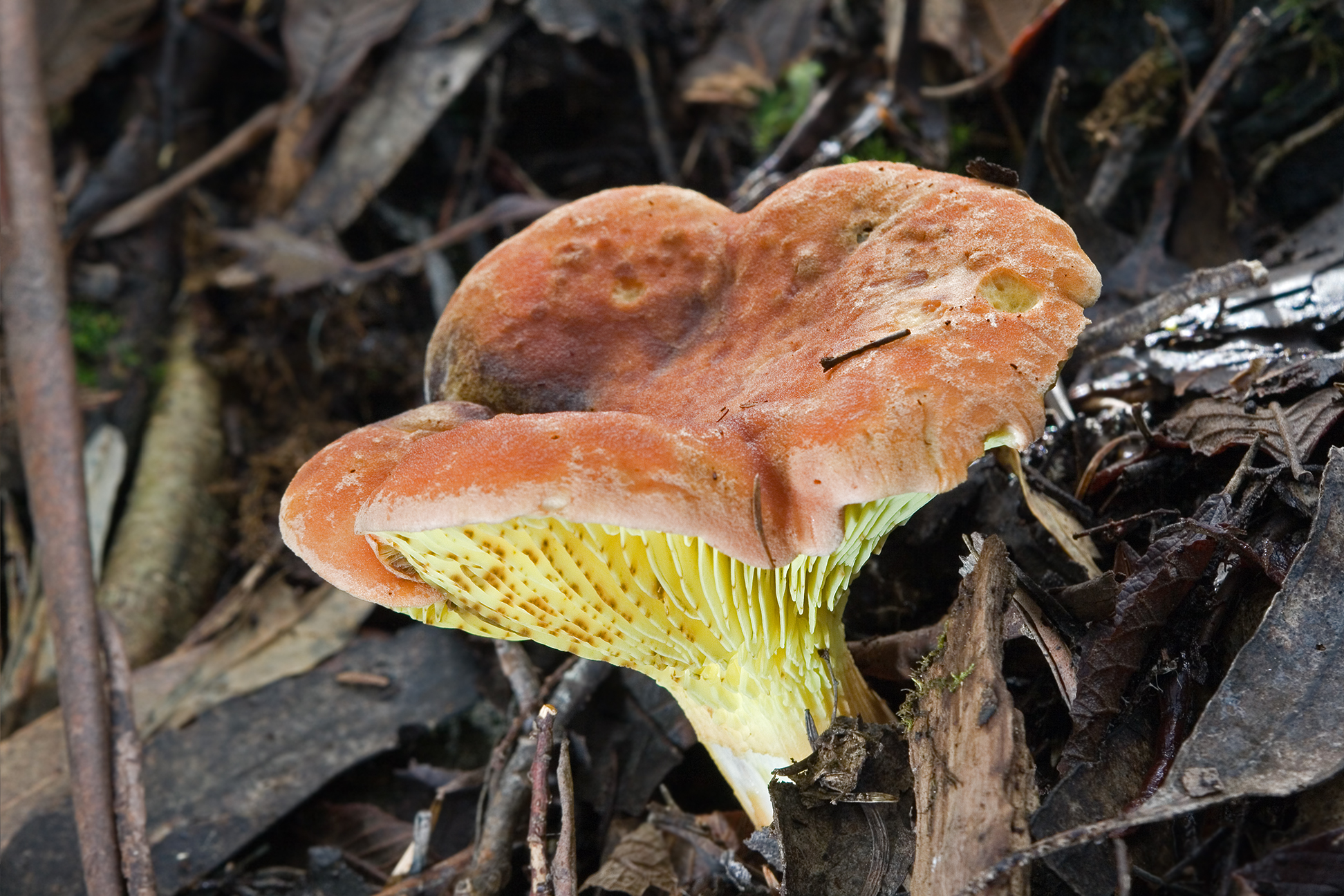
塔斯马尼亚森林中的褶孔牛肝菌

## 分類
牛肝菌目最初是為了描述牛肝菌而創建的，但根據微形態學和分子系统发生学特徵，大量非牛肝菌物種最近也被重新分類為屬於該組。該目還包括一些铆钉菇科、干朽菌科 (Serpulaceae)、小塔氏菌科、Hygrophoropsidaceae科、和 网褶菌科的蘑菇，這些蘑菇通常具有與牛肝菌相同的肉质纹理、也很容易與菌蓋分離的帶有孢子的組織以及類似的微觀特徵孢子和Cystidium。 使用次级代谢产物和後來的分子系统发生学證據進行的分類學研究將幾個物理上不同的類群移入牛肝菌目，包括硬皮马勃科和鬚腹菌科（假松露）。

## 科
牛肝菌科 Boletaceae
小牛肝菌科 Boletinellaceae
美口菌科 Calostomataceae
粉孢革菌科 Coniophoraceae
双核菌科 Diplocystaceae
小腹菌科 Gasterellaceae
腹孢菌科 Gastrosporiaceae
圆孢牛肝菌科 Gyroporaceae
层腹菌科 Hymenogasteraceae
桩菇科 Paxillaceae
原腹菌科 Protogastraceae
須腹菌科 Rhizopogonaceae
硬皮马勃科 Sclerodermataceae
干朽菌科 Serpulaceae
乳牛肝菌科 Suillaceae
塔氏菌科 Tapinellaceae
分类位置未定的属
Durianella